# Distribució recíproca
En probabilitat i estadística, la distribució recíproca, també coneguda com a distribució log-uniforme, és una distribució de probabilitat contínua. Es caracteritza perquè la seva funció de densitat de probabilitat, dins del suport de la distribució, és proporcional al recíproc de la variable.
La distribució recíproca és un exemple de distribució inversa, i la recíproca (inversa) d'una variable aleatòria amb una distribució recíproca té una distribució recíproca.

## Definició
La funció de densitat de probabilitat (pdf) de la distribució recíproca és
{\displaystyle f(x;a,b)={\frac {1}{x[\log _{e}(b)-\log _{e}(a)]}}\quad {\text{ per }}a\leq x\leq b{\text{ i }}a>0.}
Aquí, {\displaystyle a} i {\displaystyle b} són els paràmetres de la distribució, que són els límits inferior i superior del suport, i {\displaystyle \log _{e}} és la funció logarítmica natural (el logaritme a la base e). La funció de distribució acumulada és
{\displaystyle F(x;a,b)={\frac {\log _{e}(x)-\log _{e}(a)}{\log _{e}(b)-\log _{e}(a)}}\quad {\text{ per }}a\leq x\leq b.}

## Aplicacions
La distribució recíproca té una importància considerable en l'anàlisi numèrica, perquè les operacions aritmètiques d'un ordinador transformen mantisses amb distribucions arbitràries inicials en la distribució recíproca com a distribució limitadora.